# شارلوت كريستين من براونشفايغ-فولفنبوتل
شارلوت كريستين صوفي (بالألمانية: Charlotte Christine von Braunschweig-Wolfenbüttel)‏ أو المعروف بـ شارلوت كريستين أو ببساطة شارلوت (فولفنبوتل؛ 28 أغسطس 1694 - 2 نوفمبر 1715؛ سانت بطرسبورغ)؛ كانت زوجة ألكيسي بيتروفيتش تسار روسيا، هي الابنة الثانية على قيد الحياة لـ لودفيغ رودولف من براونشفايغ-فولفنبوتل أمير بلانكنبورغ (لاحقاً دوق براونشفايغ-فولفنبوتل بعد وفاتها) وزوجته كريستين لويز من أوتينغن-أوتينغن؛ وكما تعتبر خالة الإمبراطورة ماريا تيريزا من النمسا التي ولدت بعد سنتين من وفاتها.

## السيرة الذاتية
منذ ديسمبر 1700 أصبحت ترعرع في بلاط ناخب ساكسونيا فريدرخ أوغست الأول وزوجته كريستين ايبرهاردين من براندنبورغ-بايرويت التي تعتبر ابنة خالة والدتها، وأيضا كانت عرابتها، بحيث تلقت تعليم جيد خلال إقامتها هُناك، في 1707 قرر بطرس الأكبر إمبراطور روسيا تزويج ابنه ووريثه تسارفيتش ألكيسي من أميرة ألمانية؛ وذلك لتقوية العلاقة بين أسرة رومانوف ونبلاء الألمان، وأيضا لتقريب تسارفيتش من الثقافة الغربية بشكل خاص، في أواخر 1709 تم إرسال تسارفيتش ألكيسي إلى درسدن لإنهاء تعليمه، وهناك تلقى به لأول مرة كانت هذه العملية جيدة للإمبراطور بطرس لأنها تعتبر شقيقة إليزابيث كريستين المتزوجة من الإمبراطور الروماني المقدس المستقبلي كارل السادس؛ بحيث يُمكن ذلك من تلقي الدعم من النمسا في حربها القادمة مع الأتراك العثمانيين وأيضا كانت هذه العملية محل تقدير جيد من الدبلوماسيين الروس.
وأخيراً في 25 أكتوبر 1711 في تورجاو أصبحت متزوجة من تسارفيتش ألكيسي ابن الأكبر لـ بطرس الأول إمبراطور روسيا وزوجته الأولى يفدوكيا لوبوشينا على الرغم من أنها سُمح لها بالحفاظ على إيمانها اللوثري، إلا أن سيتم تربية أبنائها على المذهب الأرثوذكسي الروسي، كان هذا ثاني الزواج يكسر التقاليد القديمة للعائلة الروسية بحيث كان عليهم الزواج من أعضاء طبقة الروسية النبيلة فقط، بحيث كان أول زواج هو آنا إيفانوفنا من فريدريك ويليام دوق كورلاند في عام 1710، وأيضا كانت أول امرأة من عضو سلالة أجنبية أوروبية تتزوج من رجلاً من العائلة الروسية الحاكمة منذ زواج صوفي بالايولوجينا من إيفان الثالث.
استطعت شارلوت كريستين كسب عاطفة بطرس الأكبر، على الرغم من أن البداية الزواج كان جيداً، إلا أن زوجها بدأ يعاملها معاملة سيئة، وأيضا قام باتخاذ بعض العشيقات مما تسبب ذلك في فرار شارلوت إلى فولفنبوتل عند والديها في 1712، ومع ذلك تمكن بطرس الأكبر شخصياً باقناعها بالعودة إلى روسيا.
وأخيراً في عام 1714 انجبت ابنتها ناتاليا (توفيت في 1728)؛ إلا أنها توفيت في نوفمبر 1715 بعد ولادة ابنها تسارفيتش بطرس، لاحقاً زوجها بسبب معارضته لسياسات والده فر من البلاد نحو أوروبا مع إحدى عشيقاته، ومع ذلك تمكن من العودة بعد إقناعه من قبل أحد سفراء والده، إلا أن بعد عودته اتهم بالتآمر، تعرض للتعذيب في السجن حتى توفي فيه في 1718، وإما ابنها تسارفيتش بطرس أصبح أخيراً الإمبراطور في 28 مايو 1727 بعد وفاة حماها بطرس الأكبر وزوجته الثانية كاترينا الأولى ومع ذلك أصبح إمبراطور لمدة عامين قبل أن تتوفاه المنية في 1730 بحيث أصبح آخر ذكر في سلالة رومانوف، السلالة لاحقاً استمرت من نسل سلفتها آنا بيتروفنا.
وأيضا اعتبرت شارلوت كريستين أول شخص من عائلة القيصر تدفن في كاتدرائية بطرس وبولس الذي لم ينتهي بعد من بنائه في سان بطرسبورغ.

## الخيال الأدبي
وبعد خمسين سنة من وفاتها؛ بعد تظهر أساطير على أنها لم تموت في 1715؛ فبدلاً من وضع جثمانها تم وضع دمية خشبية في التابوت؛ وفقاً لذلك تمكنت من هرب إلى لويزيانا في الولايات المتحدة الأمريكية وتزوج من ضابط فرنسي ثم انتقلت معه إلى باريس، فرنسا، وبعد وفاته بدأت تتجول في المدن الأوروبية من بروكسل وباريس وحصلت على معاش تقاعدي من ابنة أختها الإمبراطورة ماريا تيريزا؛ طُورت هذه الأسطورة من قبل هاينرخ تسخوك إلى رواية، في حين كتبت شارلوته بيرخ-بفايفر كتاباً نصياً موسيقياً حول هذا الموضوع، وفي حين كتب الدوق إرنست من ساكس-كوبرغ وغوتا أوبرا سانت كيارا حول هذا الموضوع والتي عُرضت منها نسخة في قصر تسارفيتش في موسكو؛ التي نصت على أن شارلوت كريستين عانت من ويلات زوجها المسيء، بحيث كانت ترغب بشدة العودة إلى ألمانيا؛ بذلك تمكنت من إرسال سكرتيرها هربرت إلى ألمانيا لطلب العودة ولكن تم رفض الطلب، وأيضا كشف على أنها كانت على علاقة حب مع فيكتور دي سان أوبان؛ حاول زوجها تسارفيتش ألكيسي التخلص منها من خلال شرب كأس خمر مسموم وبعد شراب منه فقدت شارلوت وعيها لم تكن ميتة بل كانت نائمة، لأنه من بدلاً السم الذي شربته كان مخدر (الذي أعطاه الطبيب أوريليوس إلى تسارفيتش الذي اعتقد بأنه سم)؛ خلال الجنازة وقبل غلق التابوت تم خطف جثة شارلوت من قبل هربرت وأوريليوس دون أن يلاحظ تسارفيتش ذلك، وبعد مرور عشرة أشهر أصبحت تعيش بسعادة في بلدة ريسينا بالقرب من نابولي، جنوب إيطاليا، بحيث أصبحت تدعى باسم «كيارا» هُناك؛ وأيضا قام سكان المحليون بتجيلها كقديسة «سانت كيارا»، بعد ذلك وصل تسارفيتش ألكيسي إلى ريسينا بعد فراره من نظام والده الاستبدادي، وبناء على طلب الإمبراطور تبعه فيكتور دي سان أوبان وأوريليوس هُناك، وبعد لقائه مع وفد والده وشارلوت كريستين الذي اعتقد بأنها شبح، قام بالانتحار.